# Nikki Sudden

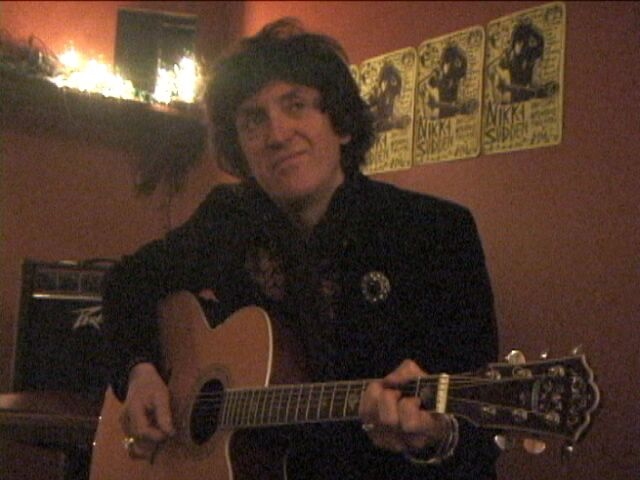
Nikki Sudden, 2006

Nikki Sudden (* 19. Juli 1956 in London als Adrian Nicholas Godfrey; † 26. März 2006 in New York City) war ein englischer Musiker, Sänger, Gitarrist, Produzent und Singer-Songwriter.

## Leben und Werk
Nikki Sudden wuchs in Solihull, West Midlands, auf und gründete 1972 mit seinem Bruder Epic Soundtracks (eigentlich: Kevin Paul Godfrey) die Gruppe Swell Maps. Laut Jowe Head waren die „Swell Maps ... nicht eine Punk Band in dem Sinne, in dem der Begriff „Punk“ gebraucht / missbraucht wird, aber sie verschrieben sich sicherlich dem DIY Zeitgeist. Sie kombinierten Elemente des Garage Rock, Krautrock, der Avantgarde und was später als Ambient Music bezeichnet wurde.“ Im Zuge der Punk-Bewegung veröffentlichten sie ihre ersten Aufnahmen 1977 für ein Independent-Label. Weitere Mitglieder der Gruppe waren Jowe Head und Richard Earl.
Nach dem Ende der Swell Maps 1982 beging Sudden neue, musikalisch eher traditionellere Wege und begann eine Solo-Karriere als klassischer Singer-Songwriter. Obwohl das erste Album noch stark nach den Swell Maps klang, konnte er sich mit seinem zweiten Album „The Bible Belt“ als Solo-Künstler etablieren.
Mit Dave Kusworth († 2020) (ex-TV Eye) gründete er 1983 die Gruppe The Jacobites, die sich selber in der Tradition englischer Rockgruppen wie The Faces und The Rolling Stones sahen. Sie spielten einen eigenwilligen akustischen Rock, der stilistisch beeinflusst von T. Rex, Johnny Thunders, Bob Dylan und Neil Young Balladen und schnelle Up-Tempo-Rock-Nummern vereinte. Somit kann die Gruppe als Pioniere der Unplugged-Welle der 1990er gesehen werden. Durch stetiges Touren erspielten sich die Jacobites eine Fangemeinde in England, Deutschland und Italien.
Neben den Jacobites erfreute sich Nikki Sudden als Solokünstler großer Beliebtheit in Deutschland, weshalb er ab 1986 zuerst in Hamburg, dann Frankfurt am Main und bis zu seinem Tod in Berlin wohnte. 1990 spielte Sudden ein Country-Rock-Album, The Jewel Thief, mit Mitgliedern von R.E.M. und Drivin’ n’ Cryin’ ein, die, wie Peter Buck, Fans seiner Lieder waren. Sudden lernte Buck nach einem Konzert von R.E.M. in der Frankfurter Kongresshalle kennen. Auch diese prominente Unterstützung brachte nicht den erhofften kommerziellen Durchbruch.
Danach veröffentlichte er Alben bei diversen englischen Labels wie Rough Trade, Glass Records, UFO Records, (New Millennium / Regency Sound) sowie deutschen Independent-Plattenfirmen wie Glitterhouse Records sowie zuletzt seinem eigenen Label „Rockwood Records“.
Regelmäßig arbeitete Sudden im Studio und auf der Bühne weiterhin mit Dave Kusworth als The Jacobites zusammen. The Jacobites bestanden darüber hinaus aus Carl Eugene Picot (Bass), Mark Williams (Percussion, Schlagzeug), Glenn Tranter (Bass, Gitarre, Mandoline) und Terry Miles (Klavier, Orgel). Darüber hinaus kollaborierte Sudden live sowie im Studio u. a. mit Rowland S. Howard (ex-The Birthday Party), The Barracudas (UK), Band of Outsiders (USA), Sonic Youth (USA), Freddy Lynxx (F), Phil Shoenfelt (UK), Jimmy Keith & the Shocky Horrors (D), Kevin Junior (USA), Jeff Dahl (USA), DM Bob & the Deficits (USA / D), Vermooste Vløten (D). Darüber hinaus produzierte er Gruppen, wie u. a. The Creeping Candies aus Augsburg.
Im Sommer 1997 ging Nikki Sudden auf ausgiebige Deutschland-Tournee. In seiner Band spielten Freddy Lynxx (ex-Jet Boys, Frankreich) Leadgitarre, Carl Eugene Picot Bassgitarre sowie Mark Williams Schlagzeug. Die letzte große Deutschlandtournee fand im Zusammenhang mit der Veröffentlichung des Albums Treasure Island (erschienen im Juli 2004) statt.
Nikki Sudden schrieb auch als Musikjournalist für die Publikationen MOJO (UK), Superstar (D), It’s Only Rock’n Roll, Rockmusic.Ru, Bucketful Of Brains (UK) und What A Nice Way To Turn 17 (UK). Vor seinem Tod schrieb er an einer Biografie über den englischen Gitarristen Ron Wood (u. a. The Rolling Stones, The Faces), die bis dato unveröffentlicht ist.
Nach dem Tod seines Bruders kümmerte sich Nikki Sudden um die Nachlass-Verwaltung und bereitete unveröffentlichte Aufnahmen in Zusammenarbeit mit Russ Tolman auf. The Last Bandits war der Name der Begleitgruppe, bestehend aus John Clifford Barry (Bass) und Stephane Doucerain (Percussion, Schlagzeug), die Sudden ab 2000 live und im Studio unterstützte.
Nikki Sudden verstarb am 26. März 2006 nach einem Konzert im New Yorker Musikclub „The Knitting Factory“ an Herzversagen.

## Stellenwert in der Musikhistorie
Suddens Status als einflussreicher Musiker im Bereich akustischer Rock/Independent-Rock sowie seine kompositorischen Fähigkeiten und Entertainerqualitäten auf der Bühne waren unbestreitbar. Der Durchbruch zum Massenpublikum blieb ihm immer verwehrt, was unter anderem auf seinen ungewöhnlichen Gesang und seinen langjährigen Independent-Status zurückzuführen ist.

## Diskografie

### Mit den Swell Maps
- „A Trip To Marineville“ (1979)
- „Jane From Occupied Europe“ (1980)

### Compilations
- Whatever Happens Next... (1981)
- Collision Time (1981)
- Train Out of It (1986)
- Collision Time Revisited (1989)
- International Rescue (1999)
- Sweep The Desert (2000)

### Singles
- „Read About Seymour“ (1977)
- „Dresden Style“ (1978)
- „Real Shocks“ (1979)
- „Let’s Build a Car“ (1979)

### Nikki Sudden solo
- „Waiting On Egypt“ (1982, Glass)
- „The Bible Belt“ (1983, Glass)
- „Texas“ (1986, Creation, N. Sudden & The Jacobites)
- „The Last Bandits in the World“ (1986, Creation mit J. Fean, S. Carmody)
- „Dead Men Tell No Tales“ (1987, Creation, N. Sudden/Rowland S. Howard)
- „Kiss You Kidnapped Charabanc“ (1987, Creation, N. Sudden/Rowland S. Howard)
- „Crown Of Thorns“ (1988, Crazy Mannequin)
- „Groove“ (1989, Creation)
- „Back To The Coast“ (1991, Creation)
- „The Jewel Thief“ (1991, Sudden/R.E.M., UFO Records)
- „Seven Lives Later“ (1996, Glitterhouse)
- „From the Warwick Road to the Banks of the Nile“ (1997, Sucksex)
- „Egyptian Roads“ (1997)
- „Red Brocade“ (1998, Glitterhouse)
- „Liquor, Guns and Ammo“ (with R.E.M.) (2000) Wiederveröffentlichung von The Jewel Thief (1991)
- „The Last Bandit“ (2001, Glitterhouse)
- „The Nikki Sudden Compendium“ (2001)
- „Treasure Island“ (2004, Regency Sound)
- „The Truth Doesn't Matter“ (2006 – Postum erschienen, Secretly Canadian)
- „Golden Vanity“ (2009, aufgenommen 1998, mit Phil Shoenfelt – Postum erschienen, Easy Action)
- „Tel Aviv Blues“ (2011, aufgenommen 2002 – Postum erschienen, Easy Action)
- „Playing With Fire“ (2011, Outtakes von „Treasure Island“ & „The Truth Doesn´t Matter“ – Postum erschienen, Troubadour)
- „The Boy From Nowhere Who Fell Out Of The Sky“ (2013, 6xCD Box Set: 2xCD Best Of + 4xCD unveröffentlichte und rare Aufnahmen – Postum erschienen, Troubadour)
- „Still Full Of Shocks“ (2013, live Acoustic Session, limitiert – Postum erschienen, Troubadour)
- „Fred Beethoven“ (2014, CD und limitiertes blaues Vinyl, aufgenommen 1997–1999 – Postum erschienen, Troubadour)
- The Copenhagen Affair (2014, CD, limitiert, Live Recording Barbue, Copenhagen, 27. November 1991 – Postum erschienen, Troubadour)
- Christmas Day Blues (2014, CD, limitiert, Live Recording Hamburg, 25. Dezember 1985 – Postum erschienen, Troubadour)
- Quasimodo (2016, CD, Live Recording, Quasimodo Club, Berlin, 5. März 2003 – Postum erschienen, Troubadour)
- The Last Bandits in the World (The Complete Sessions) (2018, CD und limitierte DoLP, mit Simon Carmody & Johnny Fean)

### Singles
- „Back To The Start“ (1981)
- „Channel Steamer“ (1981) von Waiting On Egypt
- „This Is Still England“ (1986)
- „Christmas Morning“ (1986)
- „Jangle Town“ (1987) von Texas
- „Wedding Hotel“ (1987) von Kiss You Kidnapped Charabanc
- „Lunacy Is Legend EP“ (1987)
- „The Angels Are Calling“ (1989)
- „The Sun Is Shining“ (1990) von The Jewel Thief
- „I Belong to You“ (1991) von The Jewel Thief
- „Buick MacKane“ (1991)
- „Whiskey Priest“ (1992) von Seven Lives Later
- „Bourgeois Blues“ (1992)
- „So Many Girls“ (1999) von Red Brocade
- „Hanoi Jane“ (2005) von Golden Vanity
- „Barroom Blues“ (2006)

### Nikki Sudden and Dave Kusworth's Jacobites / The Jacobites
- „Jacobites“ (1984, Glass Records)
- „Robespierre's Velvet Basement“ (1985, Glass Records)
- „Lost In A Sea Of Scarves“ (1985, What´s So Funny About, Sampler)
- „The Ragged School“ (1985, US – Vinyl-Sampler für nordamerikanischen Markt, Twintone)
- „Fortune Of Fame“ (1988, Glass Records, Sampler)
- „Howling Good Times“ (1993, Regency Sound)
- „Old Scarlett“ (1995, Glitterhouse/EfA)
- „Heart Of Hearts“ (1995, Por Caridad Producciones, Sampler)
- „Kiss Of Life“ (1996, n.UR-Kult Releases, Swamp Room Records - Live LP)
- „Hawks Get Religion“ (1996, Regency Sound, Sampler)
- „God Save Us Poor Sinners“ (1998, Glitterhouse/EfA/Bomp! Records) (2 verschiedene Ausgaben mit unterschiedlichen Songs)

### Singles
- „Shame For The Angels E.P.“ (1984, Glass Records)
- „Pin Your Heart To Me“ (1985, Glass Records)
- „When The Rain Comes“ (1986, Glass Records)
- „Margaritta“ (1993, Regency Sound) in der „Howling Good Times“ LP
- „Don´t You Ever Leave Me“ (1993, Regency Sound) von „Howling Good Times“
- „Over And Over“ (1997, Ultra Under Records)
- „Teenage Christmas“ (1998, Chatterbox Records) rotes durchsichtiges Vinyl, von „God Save Us Poor Sinners“
- „Teenage Christmas“ (1998, Chatterbox Records) in der „God Save Us Poor Sinners“ LP
- „The Otter Song“ (2011, Sunthunder Records)
- „Shame For The Angels E.P.“ (2017, limitierte Re-Release am Record Store Day 2017, lila Vinyl, Troubadour)

### Jeremy Gluck / Nikki Sudden / Rowland S. Howard
- „I knew Buffalo Bill“ (1987)
- „Girl without a Name“ (1987)[7]
- „Burning Skulls Rise“, EP (1988)

### Dave Kusworth & The Bounty Hunters
- „The Bounty Hunters“ (1987)
- „Wives, Weddings & Roses“ (1988)
- „Threads: A Tear Stained Scar“ (1989)

### Nikki Sudden & Freddy Lynxx
- „By The Lights Of The Burning Citroen“ (1997, Sucksex, Cassette Only Release)

### Mit Freddy Lynxx
- „No Pleasure Thrills“ (1996, Sucksex, LP)
- „No Pleasure Thrills / Open Up & Bleed“ (1996, Sucksex, 7″)
- „Soul Power / Opium-Den“ (1999, Sucksex, 7″)
- „Have Faith“ (1999, Vicious Kitten, EP)
- „Full Cover“ (2004, Sucksex, CD)

### Mit Ghost Train
- „All My Sunken Ships / You Knocked Me Out Cold (In The Big Hotel)“ (1996, Sucksex, 7″)

### Nikki Sudden auf Samplern / Spezielle Veröffentlichungen (Auswahl)
- „Missionary Boy“ (7″, Diverse Künstler, mit Magazin What A Nice Way To Turn 17 – 1983 – auf 1.000 Exemplare limitierte Edition im 7″-Format)
- „Romance“ (Nikki Sudden & Dave Kusworth) (LP, Diverse Künstler mit Magazin What A Nice Way To Turn 17, Vol. 3 – 1983)
- „This Is Still England“ (LP, Diverse Künstler, mit Magazin What A Nice Way To Turn 17, Vol. 6 – 1986)
- „Mister fox“ (Nikki Sudden & Mike Scott(LP), Diverse Künstler, mit Magazin What A Nice Way To Turn 17, Vol. 6- 1986)
- „Such A Little Girl“ (7″ Flexi Disc mit Nikki Sudden ferner mit The Bevis Frond, Lime Spiders, Laughing Hyenas, BOB Magazin, USA Ausgabe 36/1987)
- „Every Girl“ (LP auf durchsichtigem Vinyl, Diverse Künstler „50,000 Glass Fans Can't Be Wrong“ 1986 Glass Records, UK)
- „Such A Little Girl“ (Nikki Sudden mit Peter Buck) (CD – „Pensioners On Ecstasy“ CRECD 082, UK, 1990)
- „Whiskey Priest / Venetian Rags“ (7″, A-Seite: Nikki Sudden mit Joe Drake – Bass / Band of Outsiders, Steve Shelley – Schlagzeug / Sonic Youth; B-Seite: Nikki Sudden mit Julius Klien – Gitarre, Joe Drake – Bass / Band of Outsiders, Steve Shelley – Schlagzeug / Sonic Youth – Singles Only Records, PO Box 966, New York, NY 10009 USA – Distr. Dutch East India Trading – 1991)
- „Cats Cradle“ (CD – Diverse Künstler, „Guitarrorists“, Glitterhouse grcd 170, D, 1991)
- „Jangle Town“ (CD „The Patron Saints of Teenage“ WK 57562, UK 1994)
- „Farewell, My Darling“ (Do-CD, Diverse Künstler, „Come Fly With Us. A Glitterhouse Compilation“, D, Glitterhouse, 2002)
- Diverse Künstler „Suddenly Yours. A Tribute To Nikki Sudden“ (2007 – Spanien – Sunthunder Records) Tributsampler mit u. a. Dave Kusworth „Big store“, Phil Shoenfelt & Southern Cross „Death is hanging over me“, Freddy Lynxx „Bye bye Johnny“, Elliott Murphy „When angels die“, Jeremy Gluck & Superczar „Silver street“

## Bibliografie
- „The Last Bandit - A Rock´n`Roll Life“ von Nikki Sudden (2011 – I – Arcana Edizioni Srl)

## Filmografie
- „Unter der Milchstraße“ (1996 – D – Regie: Matthias X. Oberg) – Nikki Sudden & Dave Kusworth spielen zwei betrunkene Musiker im Zug
- „Planet Alex“ (2001 – D – Regie: Uli M Schueppel) – Nikki Sudden spielt einen Betrunkenen
- „Far East Man“ (2002, Live-Konzert von Ron Wood im Shepherds Bush Empire, 11. Dezember 2001) – Nikki Sudden als Zuschauer, er steht direkt vor Ron Wood und ist mehrmals zu sehen
- „Honey Baby“ (2004 – D – Regie: Mika Kaurismäki –  Nikki Sudden Titel „Honey Baby“ im Soundtrack)
- „Egoshooter“ (2004 – D – Regie: Oliver Schwabe und Christian Becker, Musik: u. a. Nikki Sudden) – Nikki Sudden tritt auch im Film auf und spielt sich selbst
- „The Pacific and Eddy“ (2006 – USA – Regie: Matthew Nourse, Musik: Jacobites, Nikki Sudden, Epic Soundtracks) – Nikki Sudden in der Rolle des Silhouette
- „Last Time In Berlin – Nikki Sudden Documentary“ (2006 – D – Director: Daniel Horn, Music: Jacobites, Nikki Sudden, a. o.) – unveröffentlicht